# Sebastian Stietzel

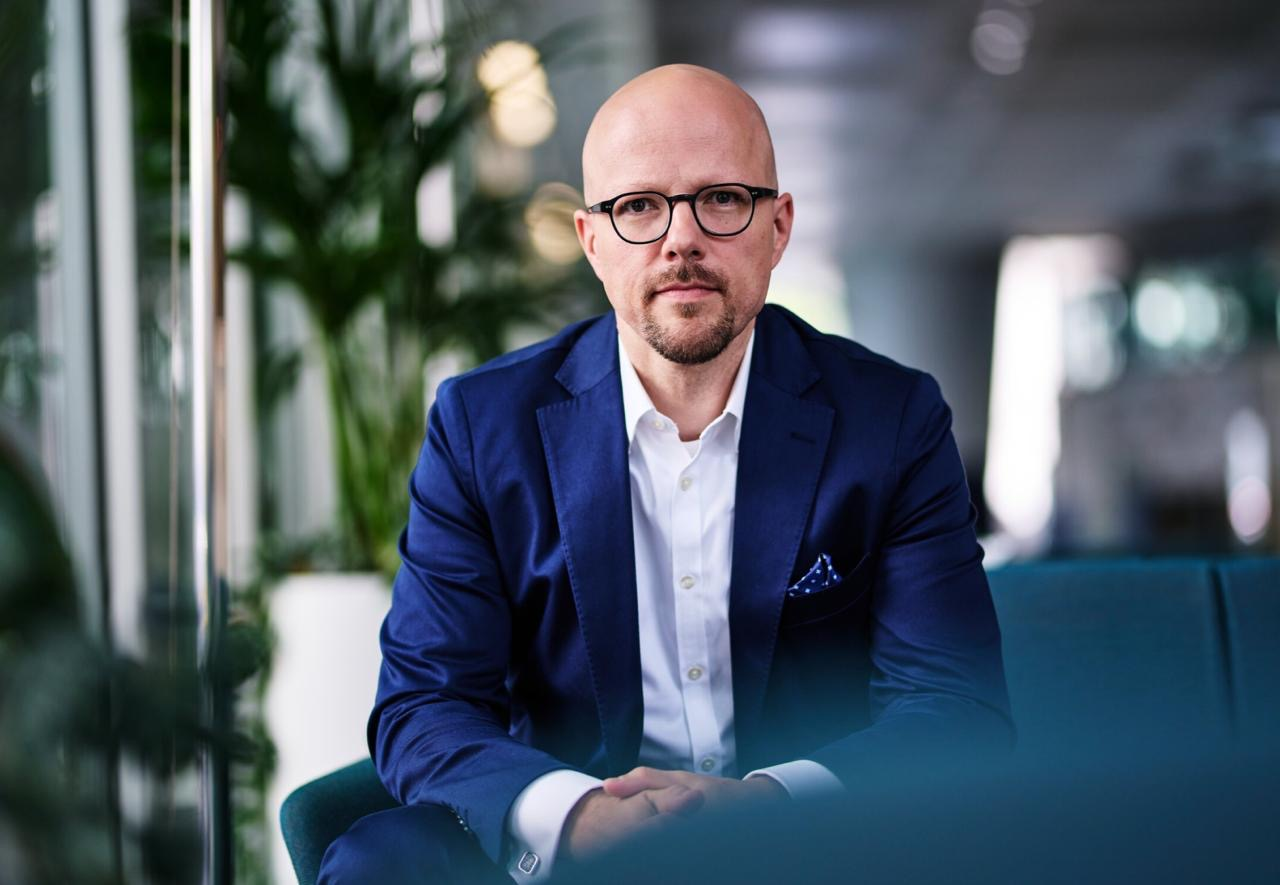
Sebastian Stietzel

Sebastian Stietzel (* 7. Mai 1980 in Neustrelitz) ist ein deutscher Unternehmer. Seit Juni 2022 ist er Präsident der Industrie- und Handelskammer Berlin.

## Leben
Stietzel verbrachte Kindheit und Jugend in Neustrelitz und absolvierte sein Abitur am dortigen Heinrich-Schliemann-Gymnasium (heute: Gymnasium Carolinum). Später studierte er Wirtschaftsingenieurwesen und Betriebswirtschaftslehre an der Technischen Universität Berlin und beendete das Studium als Diplom-Kaufmann. Der Sohn zweier Lehrer ist verheiratet, hat zwei Kinder und lebt in Berlin.

## Unternehmer
Stietzel ist Gründer und Geschäftsführer der Mittelstandsbeteiligungsgesellschaft Marktflagge GmbH. Bereits während der Schulzeit mit 16 Jahren gründete er sein erstes Unternehmen, den Computerservice Neustrelitz. Nach dem Abitur gründete er 1998 zusammen mit zwei Schulfreunden ein Softwareunternehmen, aus dem später die TiXOO AG hervorging, die in Deutschland mit dem print@home-Prinzip für Veranstaltungstickets bekannt wurde. Seit dem Verkauf der TiXOO AG war und ist Stietzel Vorstands- und Aufsichtsratsmitglied verschiedener börsengelisteter Gesellschaften. Hierzu gehörte von 2017 bis 2019 die Position als COO (Chief Operating Officer) der Lumaland AG bis zu deren Übernahme durch die The Social Chain AG von Georg Kofler, sowie von 2020 bis 2023 der Vorsitz des Verwaltungsrats der Synbiotic SE. 2020 war er dort für mehrere Monate auch Interims CEO.

## Funktionen und Gremien
Im Juni 2022 wurde Stietzel zum Präsidenten der Industrie- und Handelskammer Berlin gewählt. Zuvor war er seit 2021 Vizepräsident, seit 2017 Mitglied des Präsidiums und seit 2010 im Kompetenzzentrum Mittelstand der IHK Berlin aktiv (seit 2016 als dessen Vorsitzender).
2007 und 2008 war er Vorstandsmitglied bei den Wirtschaftsjunioren Berlin, 2007 als Vorstandssprecher. Im Jahr 2008 war er als Landesvorsitzender Berlin-Brandenburg auch im Bundesvorstand der Wirtschaftsjunioren vertreten. Seit 2017 ist er Senator des Internationalen Dachverbandes Junior Chamber International (JCI).
Stietzel ist seit 2022 außerdem Mitglied des Präsidiums der Deutschen Industrie- und Handelskammer (DIHK). Er ist seit 2022 Mitglied des Aufsichtsrates der Berlin Partner für Wirtschaft und Technologie GmbH sowie der Tegel Projekt GmbH / URBAN TECH REPUBLIC.

## Kontroversen
Bereits bei Stietzels Kandidatur als IHK-Präsident im Jahr 2022 wurde dessen Eignung für das Amt in Frage gestellt, da er in seinem Unternehmen Marktflagge GmbH außer sich selbst keine Mitarbeitenden beschäftige. Stietzel gab an, in seinem unmittelbaren Umfeld fünf Personen zu beschäftigen, darunter zwei Minijobber. Darüber wurde Stietzel vorgeworfen, seinen Publizitätspflichten gemäß Handelsgesetzbuch nicht nachgekommen zu sein, was dieser zurückwies.
Im Juli 2024 legten Recherchen des Tagesspiegel offen, dass Stietzels Marktflagge GmbH im Jahr 2022 nur 2,75 Mitarbeitende im Jahresdurchschnitt beschäftigte, Stietzel aber weitere Mitarbeiter in anderen Unternehmen beschäftigte, wo er Geschäftsführer oder Prokurist war. Weiter wurde öffentlich, dass das Bundesamt für Justiz ein in solchen Fällen übliches Ordnungsgeldverfahren gegen Stietzels Marktflagge GmbH eingeleitet hatte, da Stietzel mit den Publizitätspflichten gemäß Handelsgesetzbuch für das Geschäftsjahr 2022 in Verzug war.